# Gargoyle (personaggio)
Gargoyle è l'identità segreta assunta da diversi personaggi della Marvel Comics. Tra i più noti vi sono, in ordine cronologico di apparizione, Yuri Topolov, Paul Duval (Grey Gargoyle) e Isaac Christians.

## Biografia dei personaggi

### Yuri Topolov

#### Origini
Yuri Topolov è uno scienziato sovietico, è stato il primo nemico con cui si è battuto Hulk. Topolov, impegnato nello studio delle radiazioni, dopo un incidente vede il suo corpo orribilmente deformato ma la sua mente incredibilmente potenziata.
Diventato una mostruosità, assume l'alias di Gargoyle e, una volta venuto a sapere dell'incidente avvenuto a Bruce Banner durante i suoi esperimenti sui Raggi Gamma, decide di rapirlo per portarlo in Unione Sovietica e dimostrare di essere un grande scienziato. Una volta giunto negli Stati Uniti, però, Gargoyle incontra Hulk nella sua forma umana e l'impatto con lo scienziato americano risulta devastante per lui: da tempo, infatti, Topolov anela a riconquistare le sue sembianze umane. Banner si offre quindi di curarlo dalla sua mostruosità e, una volta riuscitoci, si guadagna l'eterna gratitudine dello scienziato sovietico il quale, come forma di ringraziamento, tradisce la sua madre patria, partendo per una missione suicida contro una base segreta dell'U.R.S.S..

#### Oggi
Decenni dopo, però, viene rivelato che, durante la missione, Gargoyle era stato catturato. Le autorità sovietiche avevano falsificato la sua morte, ponendolo in un sonno criogenico. Gargoyle viene quindi risvegliato ed impiegato dai russi in una squadra di Super Soldati Sovietici.
Nonostante le cure fornite da Banner anni prima, comunque, il figlio di Yuri, Kondrati Topolov, eredita dal padre le malformazioni e si rende noto al mondo come Gremlin.

#### Poteri e abilità
Le radiazioni hanno conferito a Yuri Topolov un genio di gran lunga superiore alla media che gli permette di ampliare le sue già vaste conoscenze scientifiche. Gargoyle, all'occorrenza, adopera armi e strumenti di sua invenzione.

### Paul Pierre Duval

#### Origini
Paul Pierre Duval è un ex chimico parigino. Un giorno scopre una strana soluzione che ha il potere di trasformare la materia in un composto chimico simile alla roccia. La sua mano, per sbaglio, tocca tale intruglio che lo trasforma, modificando per sempre la struttura molecolare di tutto il suo corpo. Da quel momento in poi, ogni cosa, organica o meno, che sarebbe stata toccata dalla sua pelle sarebbe diventata di "pietra" per circa un'ora. Pierre assume quindi le sembianze di quello che sembra un "gargoyle" vivente, assumendo tale nome (Grey Gargoyle, Gargoyle nella versione italiana) per compiere le sue future malefatte. Con questa nuova abilità, decide immediatamente di ottenere ciò che non aveva mai avuto in vita e comincia a derubare e a saccheggiare diverse banche, salvo poi venire scoperto e sconfitto da Thor. 

#### Fear Itself
In Fear Itself, Gargoyle si ritrova inizialmente in una grave crisi di identità. Non era più il supercriminale che voleva diventare e stava perdendo la fiducia in sé stesso. Nascondendosi tra i gargoyle di Notre Dame, qualcosa all'improvviso attira la sua attenzione: si tratta di uno dei martelli mistici del Serpente, al cui interno riposa uno spirito di nome Mokk. Gargoyle pensa di poter diventare come Thor con tale arma, ma viene impossessato dallo spirito che giaceva al suo interno e diventa il Distruttore di Fede. Pur di creare paura per nutrire il suo padrone, Mokk trasforma l'intera Parigi in pietra, mentre i suoi abitanti vengono letteralmente sbriciolati in polvere, scioccando Iron Man, che aveva sentito di qualcosa che stava accadendo nella capitale francese. Una battaglia ne segue, nella quale il Valoroso perde parte del cranio, salvo poi sopravvivere grazie all'energia mistica dello spirito. Verrà poi richiamato dal Dio Serpente per la battaglia finale davanti alle rovine di Asgard contro i Vendicatori e dopo la morte del Serpente per mano di Thor perderà i poteri divini e sarà nuovamente imprigionato.

#### Poteri e abilità
Dopo l'accidentale reazione chimica che lo ha reso permanentemente solido, Gargoyle ha un'incredibile resistenza e forza nei combattimenti corpo a corpo, essendo capace di confrontarsi con nemici anche più forti fisicamente di lui. Ha anche ottenuto la capacità di ricomporre le parti danneggiate del suo corpo anche se questo richiede diverso tempo.
Come dice il nome stesso, Grey Gargoyle può mimetizzarsi in ambienti rocciosi o strutture tipo cattedrali o chiese, con Notre Dame quella preferita. Ciò gli consente di cogliere di sorpresa i nemici, pietrificandoli per un periodo che dura all'incirca un'ora. Anche esseri divini come Thor risentono di questo effetto. Basta essere sfiorati per venire automaticamente pietrificati. L'effetto sarebbe permanente se la forza di Gargoyle aumentasse a dismisura, come ammesso da lui stesso nel tentativo di mangiare una delle mele di Iðunn.
Fuori dal combattimento, il supercriminale è capace anche di aggiungere sul suo corpo pezzi di roccia per cambiare il suo aspetto fisico. In tal modo è riuscito a ricreare copie false del Mangog e di un gigante di roccia di Jotunheim (sebbene non vengano citati nella mitologia nordica).
I punti deboli non mancano: immerso nell'acqua non può risalire in superficie perché troppo pesante; inoltre se il suo corpo riceve troppo calore può fondersi e diventare una statua vivente.
Nei panni di Mokk, meglio noto come il Distruttore di Fede, avviene esattamente ciò che lui voleva avere da sempre: poteri divini capaci di rendere le cose permanentemente di pietra e renderlo invulnerabile a ferite che sarebbero mortali per un normale essere umano (come quando Iron Man gli taglia parte della testa con una sua nuova arma, una spada laser ad altissimo consumo energetico).

### Isaac Christians

#### Origini
Prima di diventare Gargoyle, Isaac Christians, reduce della Prima Guerra Mondiale, era il sindaco della piccola cittadina di Christiansboro, in Virginia. Grande appassionato e studioso dell'occulto, Isaac decide un giorno di contattare Avarrish, demone della Mano a Sei Dita (Six-Fingered Hand) per poter salvare la sua città dall'inarrestabile declino economico. Sotto false promesse, Isaac accetta di spostare la sua anima in un essere dalle sembianze di un gargoyle e di lavorare per la Mano. Quando i demoni gli ordinano di rapire la giovane Patsy Walker, l'eroina Hellcat, però, l'anziano si rifiuta, collaborando con quelli che sarebbero diventati i suoi nuovi compagni: i Difensori.

#### Difensori e Nuovi Difensori
Sconfitta la minaccia della Mano a Sei Dita ed assunta ufficialmente l'identità di Gargoyle, Isaac si unisce al gruppo dei Difensori e trascorre con loro molti mesi, confermando la sua presenza anche nei ranghi dei Nuovi Difensori (New Defenders). Tempo dopo, per contrastare il potere crescente di Dragoluna, ex membro dei Difensori impossessata dalla presenza oscura del Drago della Luna (Dragon of the Moon), Gargoyle si sacrifica insieme ad alcuni dei compagni, perdendo apparentemente la vita.

#### Poteri e abilità
Gargoyle possiede molti poteri di origine demonica dovuti allo spostamento della sua anima nel corpo di un gargoyle. È dotato di super forza e di una pelle più resistente del normale, capace di bloccare colpi altrimenti letali per un uomo. Il suo corpo è inoltre immune alle malattie umane e all'invecchiamento. Gargoyle è inoltre dotato di ali di piccole dimensioni che gli permettono di volteggiare e compiere salti superiori alla media.
Il suo potere principale è sicuramente la capacità di manipolare l'energia bio-mistica. Questa capacità gli permette non solo di proiettare dei potenti raggi energetici, ma anche di risucchiare e manipolare la forza vitale di chiunque egli tocchi.

## Altri media

### Televisione
- Yuri Topolov compare in The Marvel Super Heroes, in cui viene chiamato Gorgon.
- Pierre Paul Duval compare in The Marvel Super Heroes.
- Paul Pierre Duval compare in Iron Man.
- Yuri Topolov compare ne L'incredibile Hulk, doppiato da Mark Hamill. Qui, Gargoyle cerca di trovare una cura per la sua mutazione alleandosi con il Capo. Nell'episodio "Mortal Bounds", nella sua costante ricerca per un rimedio alla sua mostruosità, rilascia accidentalmente un virus gamma infettando, tra gli altri, Betty Ross. Quando Betty sta per morire a causa del virus, Gargoyle concede a Bruce Banner l'antidoto per salvarla. Prima di andarsene, però, Gargoyle avverte Banner che il loro incontro successivo non sarebbe stato così favorevole per lui.
- Paul Pierre Duval compare in Avengers - I più potenti eroi della Terra.
- Isaac Christians compare in un cameo in Hulk e gli agenti S.M.A.S.H..

### Videogiochi
- Pierre Paul Duval compare in Marvel: la Grande Alleanza.
- Pierre Paul Duval compare in Marvel: la Grande Alleanza 2.
- Pierre Paul Duval compare in Marvel: Avengers Alliance.
- Pierre Paul Duval compare in Marvel Disk Wars: The Avengers - Ultimate Heroes.